# Rose Keegan
 (novembre 2012).
Si vous disposez d'ouvrages ou d'articles de référence ou si vous connaissez des sites web de qualité traitant du thème abordé ici, merci de compléter l'article en donnant les références utiles à sa vérifiabilité et en les liant à la section « Notes et références ».
Pour les articles homonymes, voir Keegan.
Rose Keegan est une actrice anglaise de télévision et de cinéma née le 8 mars 1971 dans le Surrey.

## Filmographie

### Cinéma
- 2019 : Goodbye (Hope Gap) de William Nicholson : réceptionniste

### Télévision
- 2002 : (série) Black Books -Fever : Room 2B Occupant
- 2004 : (Téléfilm) Miss Marple – Le Train de 16 h 50 : Lady Alice